# Ustnik ciemnopręgi
Ustnik ciemnopręgi (Chaetodon melannotus) – gatunek morskiej ryby okoniokształtnej z rodziny chetonikowatych (Chaetodontidae).

## Występowanie
Gatunek ten występuje na głębokości od 1 do 25 m w południowo-zachodnim Pacyfiku, od Morza Czerwonego przez Ocean Indyjski po Wyspy Samoa. Północna granica zasięgu obejmuje południową Japonię, południowa Nową Południową Walię i wyspę Lord Howe. Chaetodon melannotus zamieszkuje bogate w koralowce obszary lagun i raf morskich.

## Filatelistyka
Poczta Polska wyemitowała 1 kwietnia 1967 r. znaczek pocztowy o nominale 5 gr, przedstawiający Chaetodon melannotus, w serii Ryby egzotyczne. Autorem projektu znaczka był Jerzy Desselberger. W wydrukowanym na znaczku opisie ryby słowo melannotus zapisano przez jedno n. Znaczek pozostawał w obiegu do 31 grudnia 1994 r..